# Han-devant-Pierrepont
Han-devant-Pierrepont település Franciaországban, Meurthe-et-Moselle megyében. Lakosainak száma 146 fő (2022. január 1.). Han-devant-Pierrepont Boismont, Mercy-le-Bas, Pierrepont, Saint-Supplet, Arrancy-sur-Crusnes és Saint-Pierrevillers községekkel határos.

## Népesség
A település népességének változása:
| Lakosok száma | 115  | 127  | 139  | 151  | 157  | 152  | 149  | 148  | 149  | 146  |
|               | 1999 | 2006 | 2011 | 2013 | 2015 | 2017 | 2018 | 2019 | 2021 | 2022 |